# ザルガーン郡
ザルガーン郡（ペルシア語: شهرستان زرقان）とは、イランのファールス州の郡である。郡中心市はザルガーン。2018年7月にシーラーズ郡のザルガーン地区が郡に昇格し、ザルガーンが郡中心市に定められた。2016年当時のザルガーン地区の人口は32,261人、9,591世帯。
郡は中央地区とRahmatabad地区に区画され、いずれの地区も2つの農村地区で構成される。